# 吳景亮
吳景亮(英文名: Simon Wu)臺灣知名企業家，1955年出生於台灣彰化縣埔心鄉，1980年創立了佳奇集團興業有限公司以鞋業起家，現任為佳奇(集團)興業總裁，是佳奇集團的創辦人。 20年前到東南亞越南及柬埔寨創業並於柬埔寨落地深根，1999年受柬埔寨政府邀請入為柬籍，目前定居於柬埔寨。

## 交棒
2014年將把一手創立的鞋業帝國交棒給長子吳臻育，吳臻育帶領佳奇集團創下另一個新高峰，事業版圖橫跨柬埔寨、越南、中國、澳洲、日本、美國、英國，邁向全球性企業，2015年跨足地產成立J&L國際地產(J&L Property)及松穎國際地產(Matsu Property)。

## 公益
吳景亮熱心公益,好善樂施，即使定居於柬埔寨也不忘回饋台灣這片土地，現任為埔心國小校友會會長,員林高爾夫球友會會長,國際3460地區員林中區扶輪社,靈聖宮管理委員會主任委員,中華大家功德會彰化分會會長。2004年8月捐款贊助埔心鄉所屬鄉立托兒所幼童專用車、2004年9月捐贈贊助埔心國小新建校舍,校史室設備。任何公益活動不遺餘力回台參加並且出錢出力贊助經費，廣受各界好評，公益事蹟，不勝枚舉。